# Аккіяк
Аккія́к (каз. Аққияқ) — село у складі Шетського району Карагандинської області Казахстану. Входить до складу Нураталдинського сільського округу.
Населення — 35 осіб (2021; 60 у 2009, 95 у 1999, 213 у 1989).
Національний склад станом на 1989 рік:
- казахи — 75 %.

У радянські часи село називалось також Аккіїк.